# Kägiswil

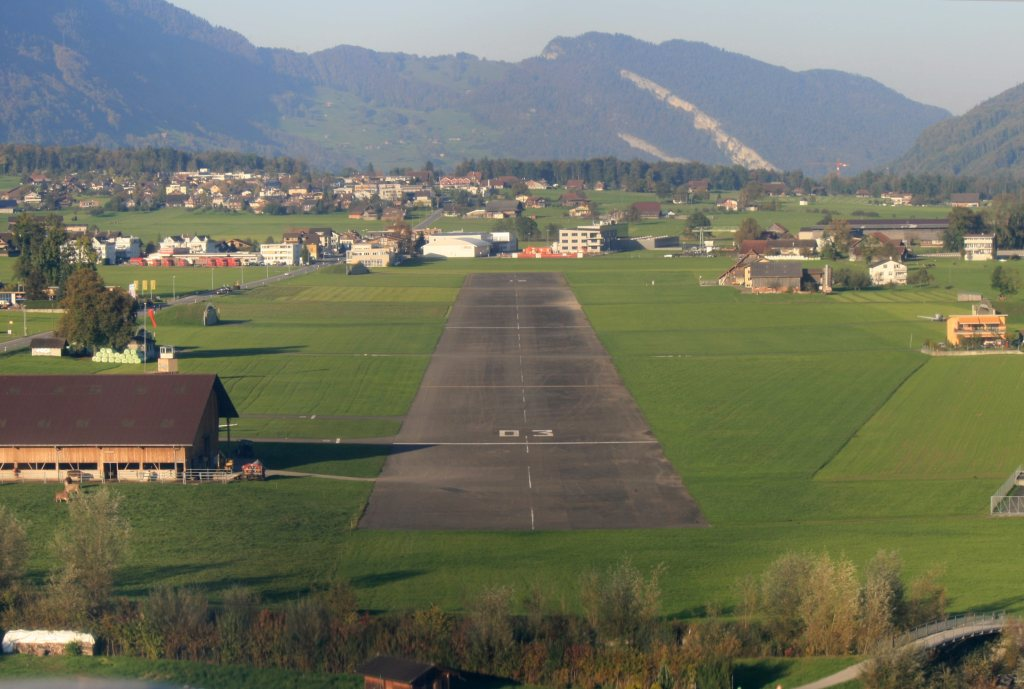
Flugplatz Kägiswil, hinter der Landebahn (Piste 03) das Gebiet Kreuzstrasse mit Industriegebäuden, weiter hinten das Dorf Kägiswil

Kägiswil ist ein Ortsteil der Gemeinde Sarnen im Kanton Obwalden mit 1253 Einwohnern (Stand: 31. Dezember 2013).

## Geographie
Kägiswil liegt nördlich vom Dorfzentrum Sarnen und westlich der Sarneraa auf 486 m ü. M. im Talboden des Sarneraatals an der Brünigstrasse, dem Verkehrsweg über den Brünig. Im engeren Sinn besteht Kägiswil aus dem eigentlichen Dorf Kägiswil und der ebenfalls weitgehend geschlossenen Bebauung im Gebiet Kreuzstrasse. Diese beiden Bebauungen finden jedoch ihre Fortsetzung in Einzelgebäuden, zumeist Bauernhöfe, die im Talboden liegen und an den westlich gelegenen Hängen bis zur Streusiedlung Schwarzenberg auf 700 m ü. M. und darüber hinaus reichen. Im Norden liegt die Grenze zur Gemeinde Alpnach einige hundert Meter südlich der Grossen Schliere.

## Geschichte
Der Ort wurde 1257 erwähnt als Kegenswile. In der Mitte des 13. Jahrhunderts war das Gebiet habsburgerisch, im frühen 14. Jahrhundert gehörte es zu den Gütern von Engelberg und ging im 15. Jahrhundert in den Besitz des Stifts Beromünster und der Luzerner Magistratsfamilie Gundoldingen über. 
Die Bartholomäuskapelle wurde 1455 erweitert und 1459 geweiht, nach einem Brand im Jahr 1800 wurde sie wieder aufgebaut. Im Jahre 1665 wurde in Kägiswil die Kaplaneipfründe geschaffen. Seither wurden in der Bartholomäuskapelle und einer weiteren Kapelle Gottesdienste gefeiert. Die Bartholomäuskapelle wurde abgebrochen und an gleicher Stelle ab 1966 die moderne Kirche Maria Himmelfahrt und ein Pfarreizentrum gebaut. Der Entwurf des skulptural wirkenden Sakralbaus aus Holz und Beton stammt vom Zürcher Architekturbüro Studer Studer Naef. Der Gottesdienstraum weist etwa 400 Plätze auf. Die Kirche wurde am 14. September 1968 von Abt Leonhard Bösch eingeweiht, 1971 wurde Kägiswil eine Pfarrei. Von 2017 bis 2018 wurde die Kirche renoviert.
Im 14. und 15. Jahrhundert gewann die Teilsame Kägiswil an Bedeutung, eine Korporationsgemeinde, die den gemeinsamen Grundbesitz (Bürgergut) verwaltete. 1879 erfolgte die Gründung der Bezirksgemeinde, bei der die Teiler (Korporationsbürger) und Beisassen (Niedergelassene) zusammenkamen. Die Bezirksgemeinden regelten selbständig die Bereiche Baupolizei, Strassen-, Kanalisations-, Beleuchtungswesen, Wasserversorgung und Kehrichtbeseitigung. Zum 1. Januar 2004 wurden die Sarner Bezirksgemeinden aufgelöst und zur Gesamtgemeinde Sarnen zusammengeführt.
1868 gründeten Josef Durrer und Franz Josef Bucher in Kägiswil eine Parkettfabrik mit Gleisanschluss. Josef Durrer baute diese später zu einem Baugeschäft aus, 1970 wurde der Betrieb der Parkettfabrik eingestellt.

## Wappen und Fahne

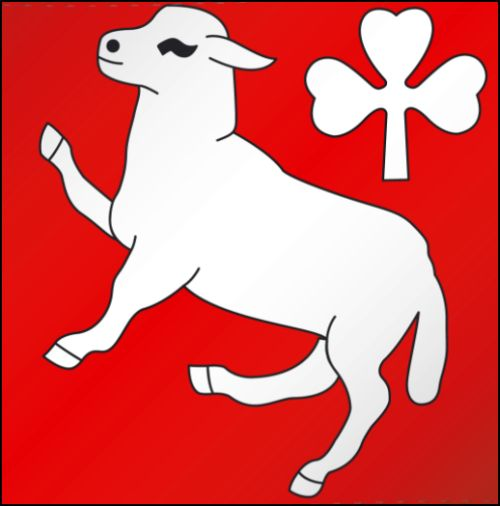
Fahne (und Wappenbild) der ehemaligen Bezirksgemeinde Kägiswil

Als Bezirksgemeinde führte Kägiswil ein eigenes Wappen und Fahne.

## Sehenswürdigkeiten
Seit 1954 findet jährlich am Samstag vor dem 1. Advent der St. Niklauseinzug in Kägiswil statt. Dabei zieht der hl. Niklaus feierlich in das Dorf ein, begleitet von zahlreichen Trinklergruppen und über 70 farbenprächtigen Infuln (gesprochen «Iffele»). Mit ca. 1500 Mitwirkenden zählt er zu den grössten und bekanntesten Niklauseinzügen in der Zentralschweiz.
Das Dunschtigchäppeli (Donnerstagskapelle) steht auf der Kägiswiler Allmend zwischen Kägiswil und dem Wichelsee. Es wurde 1779 nach einer grossen Viehseuche gebaut, 60 Stück Vieh erkrankten im Sommer an Lungen- und Milzsucht. Die Kägiswiler hatten gelobt, eine Kapelle zu erbauen,
falls das Unglück aufhöre. Nach einer Überlieferung verendete das letzte Stück Vieh an der Seuche an einem Donnerstag, die Kapelle wurde gebaut und bekam so ihren Namen. Eine andere Namenserklärung besagt, dass jeweils donnerstags in der Kapelle gebetet wurde. Die Kapelle wurde 1987/88 renoviert. In der Kapelle wurde die älteste in Sarnen bekannte Muttergottes-Statue mit Jesuskind aus der Zeit um 1330 wiederentdeckt. Das Original befindet sich als Leihgabe im Historischen Museum Obwalden in Sarnen, in der Kapelle befindet sich eine Kopie.

## Wirtschaft
Im Dorf selbst insbesondere aber im Gebiet Kreuzstrasse gibt es zahlreiche Industrie- und Gewerbebetriebe. Der grösste davon ist Leister Technologies, ein Hersteller von Heissluft- und Plastikschweissgeräten. Die Firma wurde 1949 in Solingen gegründet und ist seit 1963 in Kägiswil.

## Verkehrsanbindung
Kägiswil liegt an der Brünigstrasse zwischen Alpnach und Sarnen. Der Ort wird von der Postautolinie 342 Alpnach–Schoried–Kägiswil–Sarnen angefahren.
Der Bahnhof Kerns-Kägiswil der Brünigbahn wurde 1989 abgebrochen. Er stand auf der Höhe der Kreuzstrasse an der damaligen Schlänggenriedstrasse und wurde aufgrund dieser Lage weit entfernt von Kerns bzw. weit ausserhalb des Dorfes Kägiswil wenig genutzt. Vorwiegend diente er als Umschlagplatz für die Parkettfabrik Bucher & Durrer.
Der Flugplatz Kägiswil ist ein ehemaliger Militärflugplatz der Schweizer Luftwaffe. Er wird von Motor- und Segelfluggruppen genutzt.

## Persönlichkeiten
- Anna Maria Bürgi (* 1936), Malerin